# Museu Nacional de Belas Artes

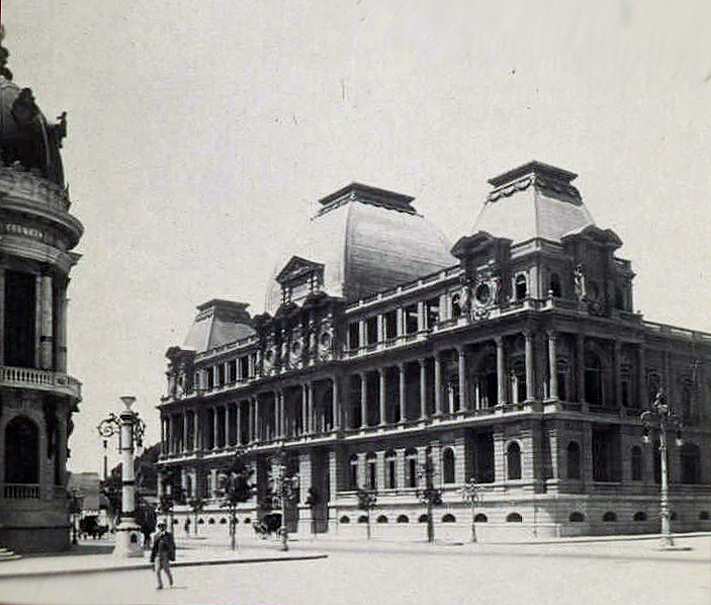
Das heutige Museumsgebäude um 1920

Museu Nacional de Belas Artes (MNBA) ist ein brasilianisches Museum in Rio de Janeiro.
Das Kunstmuseum wurde 1937 durch eine Initiative des Bildungsministers Gustavo Capanema gegründet. 1938 wurde das Museum vom brasilianischen Präsidenten Getúlio Vargas eingeweiht.
Die Bestände beruhen in ihren Anfängen auf der Flucht des portugiesischen Königs Johann VI. aus Lissabon und der Mitnahme von Teilen des portugiesischen Kunstsammlung nach Rio de Janeiro im Jahre 1807. Diese Kunstwerke verblieben in Brasilien, als Johann VI. nach Portugal zurückkehrte. Später waren diese Werke Bestandteil der Escola Nacional de Belas Artes, einem Institut der Universidade Federal do Rio de Janeiro. Als das Nationalmuseum 1937 gegründet wurde, wurde die Kunstsammlung im 1908 errichteten Hochschulgebäude untergebracht. Das Museumsgebäude wurde vom Architekten Adolfo Morales de los Rios (1858–1928) entworfen.
Das Museum ist eines der wichtigsten Kulturinstitutionen in Brasilien. Im Bereich der Kunst gehört es zu den bedeutendsten Museen brasilianischer Kunst, insbesondere mit Gemälden und Skulpturen aus dem 19. Jahrhundert. Die Kunstsammlung umfasst mehr als 16.000 Gegenstände, darunter Gemälde, Skulpturen, Zeichnungen und Drucke von brasilianischen und internationalen Künstlern seit dem Mittelalter bis zur Modernen Kunst.  Die Museumsbibliothek besteht aus über 19.000 Titeln. Im Mai 1973 wurde das Nationalmuseum unter der Nr. 860 als Teil eines Gebäudeensembles der Avenida Central, heute Avenida Rio Branco, in die Liste brasilianischer Kulturgüter aufgenommen.
Direktorin ist die Kuratorin Monica Figueiredo Braunschweiger Xexéo (Monica Xexéo).

## Abbildungen

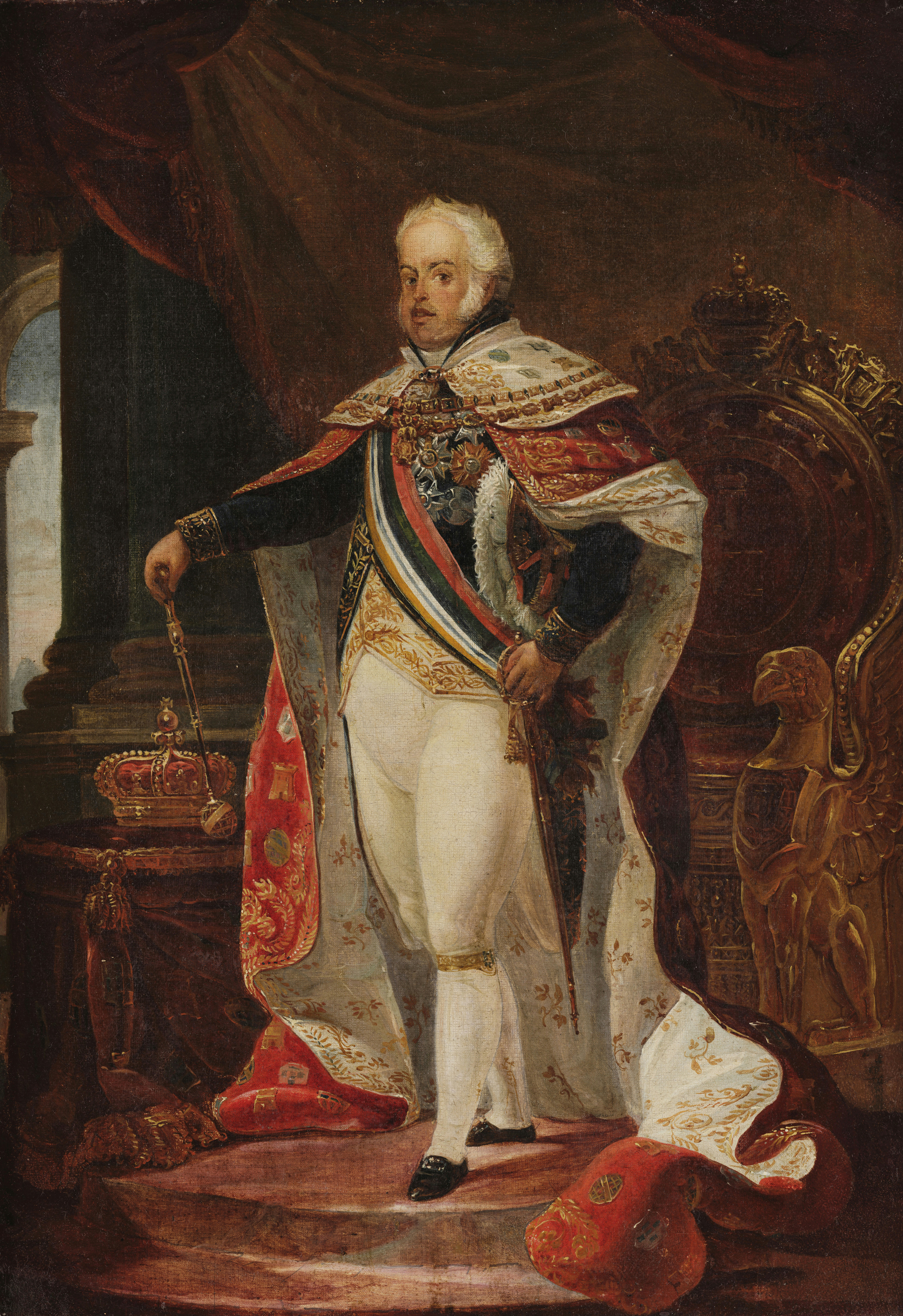
Jean-Baptiste Debret, Johann VI. von Portugal, Museu Nacional de Belas Artes Sammlung
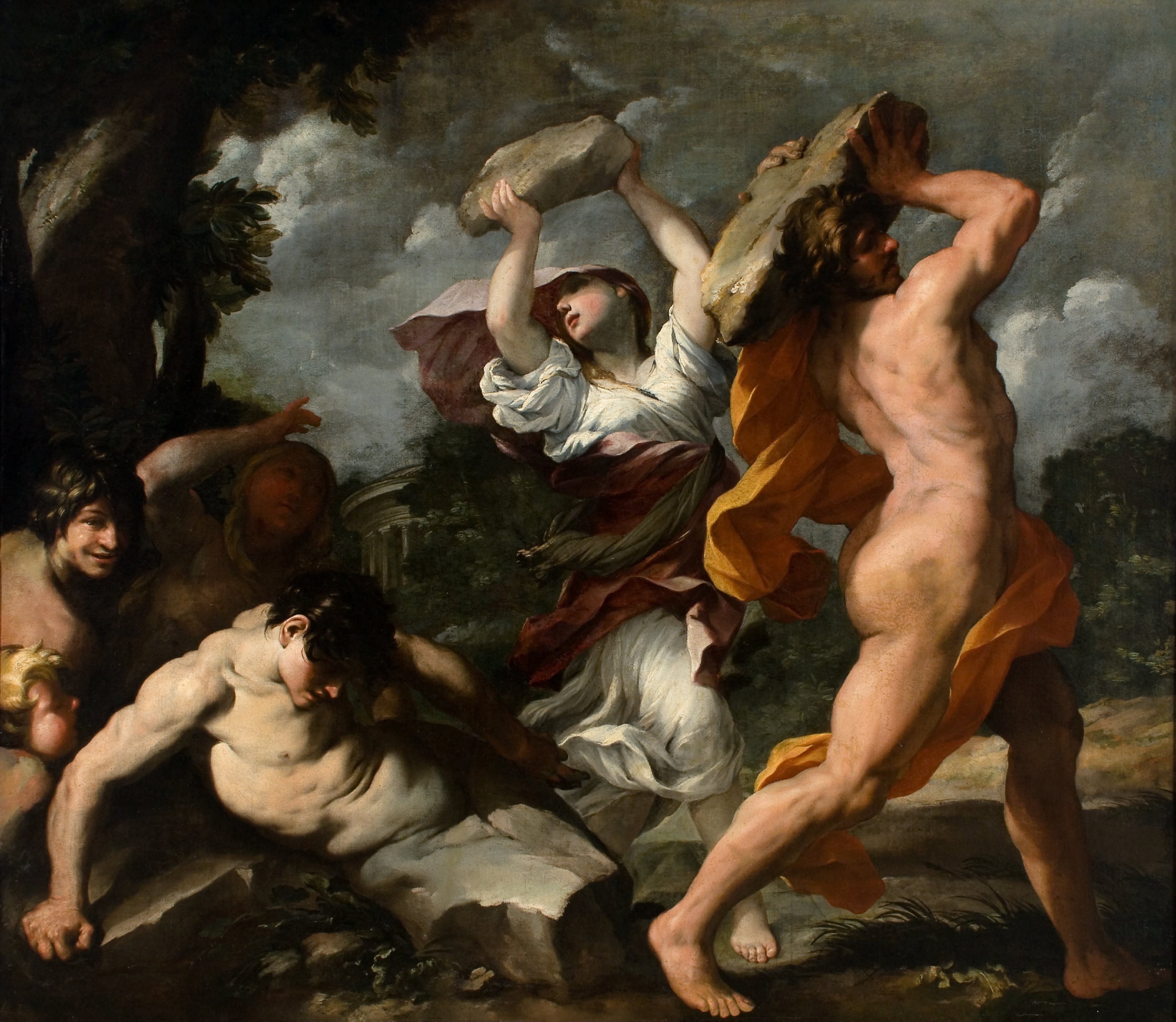
Giovanni Maria Bottalla, Deucalion und Pyrrha (um 1635), eines der Gemälde von Johann VI. nach Brasilien mitgebracht
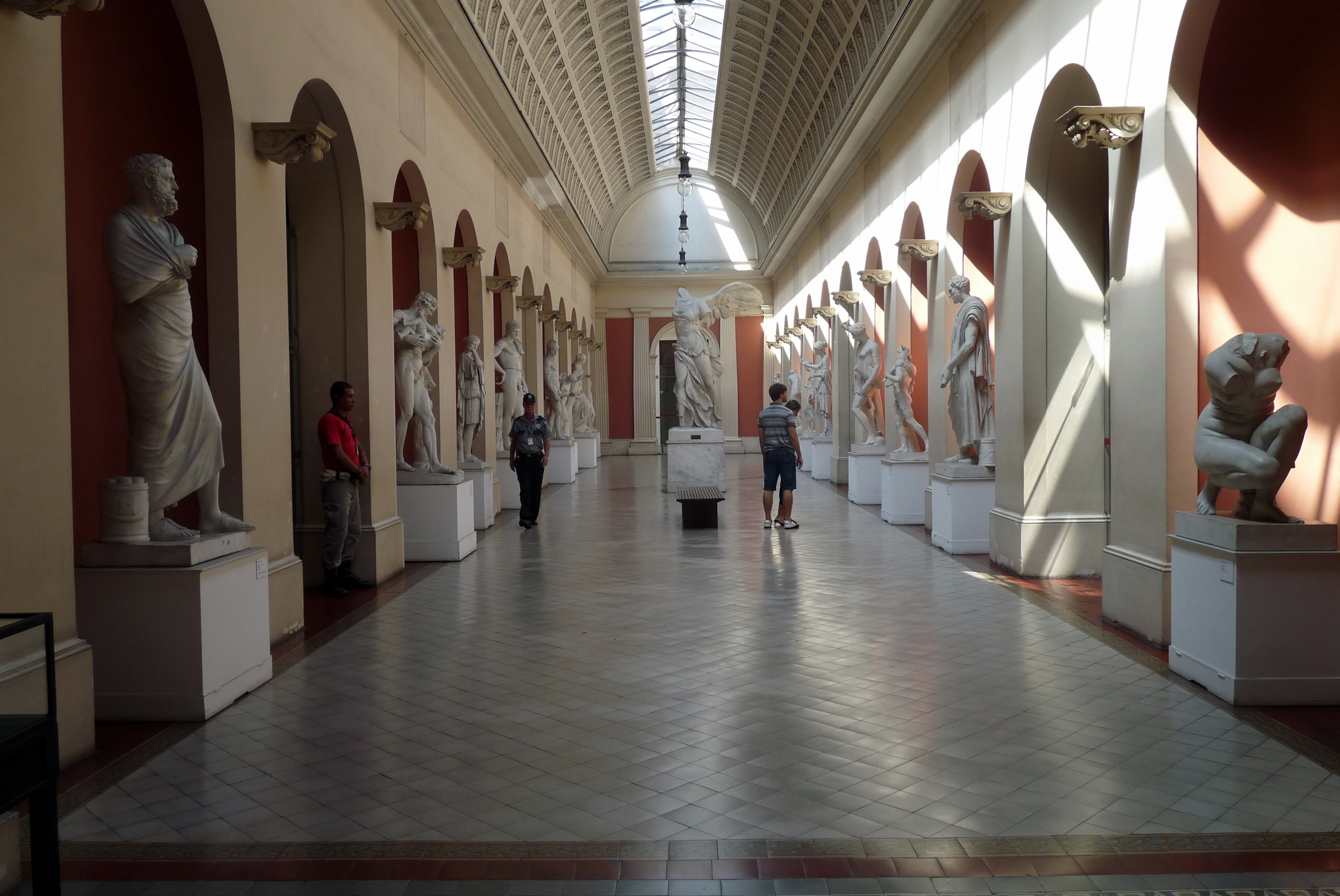
Die Sammlung von plastischen Kopien der antiken Statuen des Museu Nacional de Belas Artes
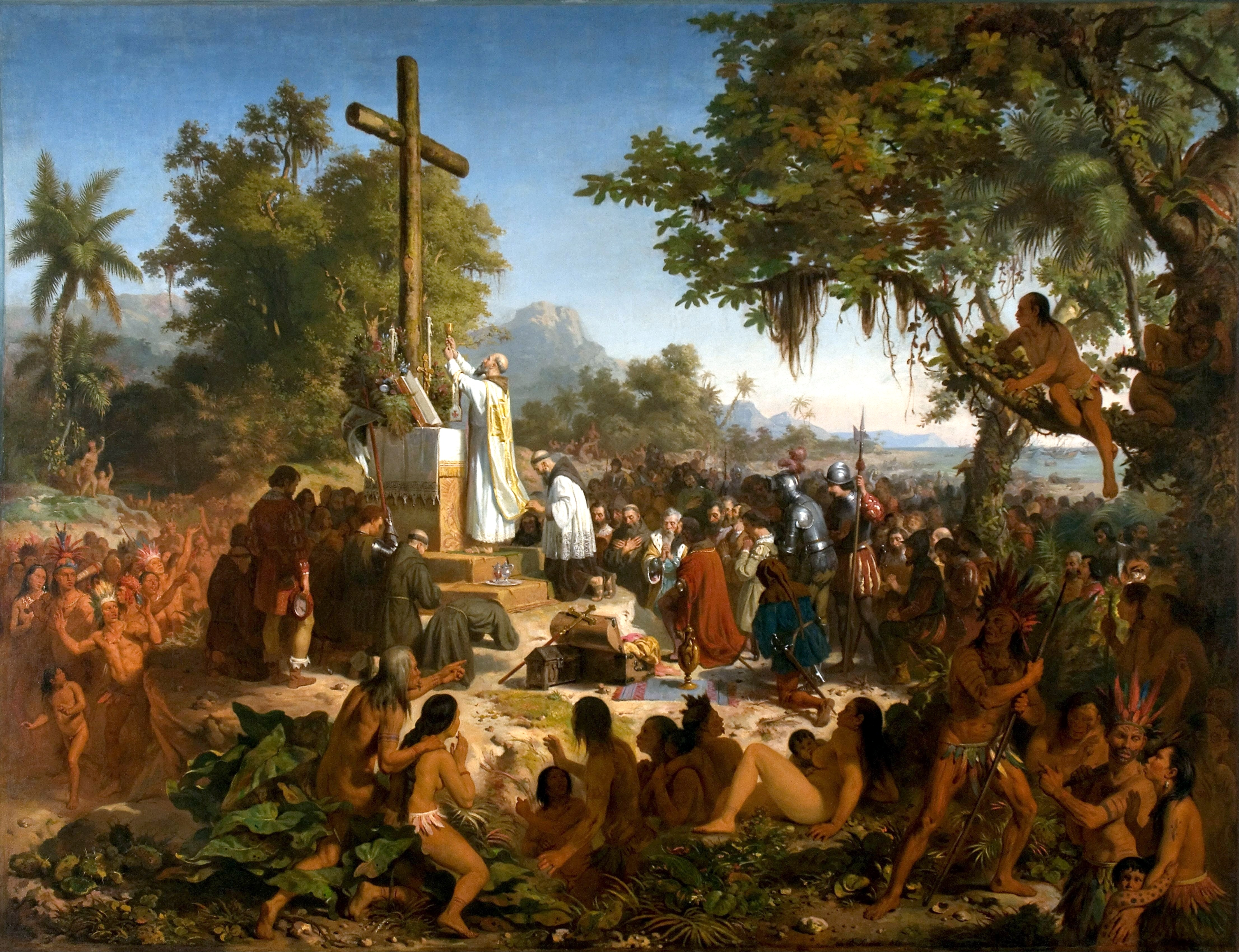
Victor Meirelles – Die Erste Messe in Brasilien, 1861
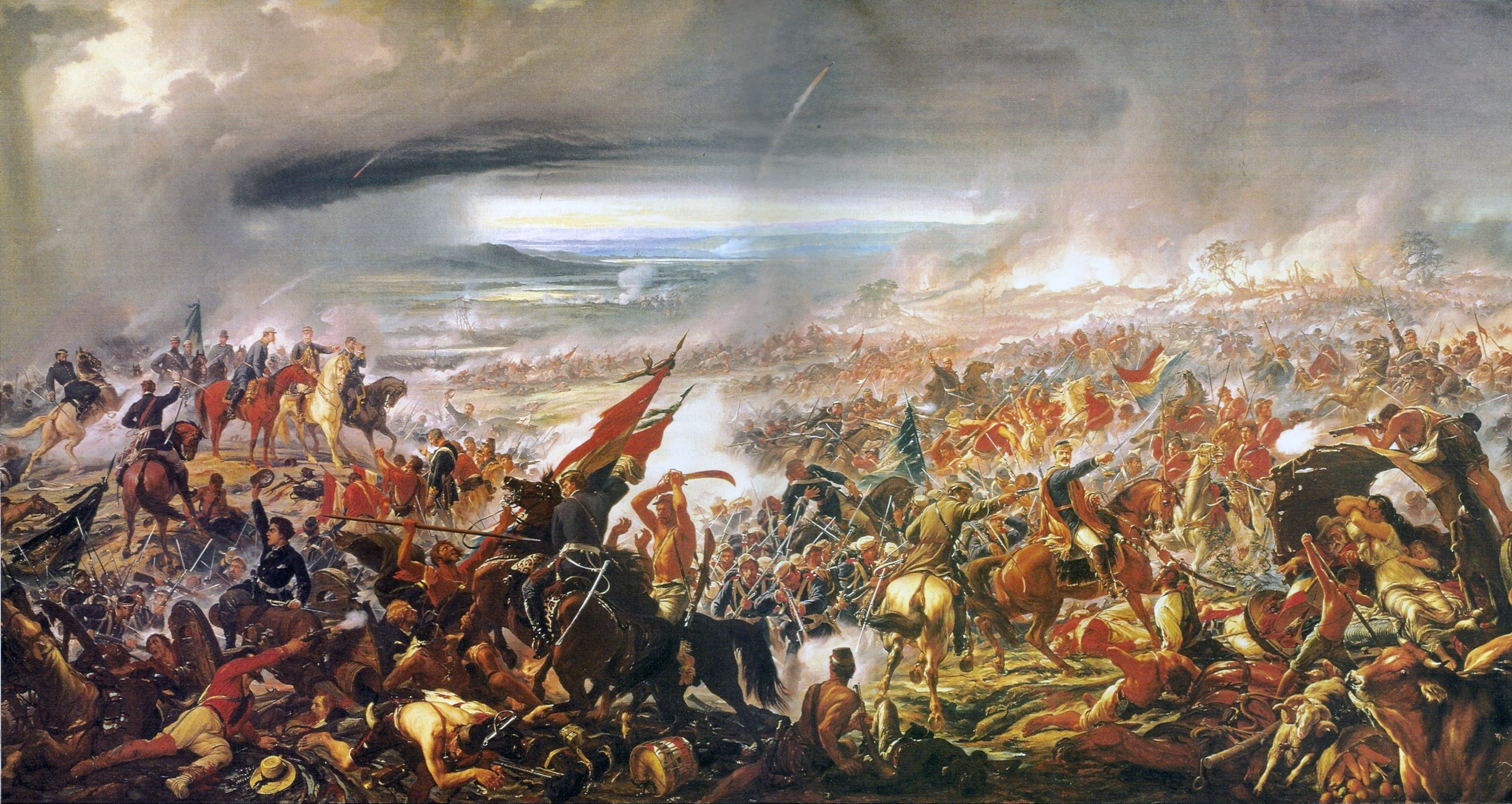
Pedro Américo – Schlacht von Avaí (1872–1877)
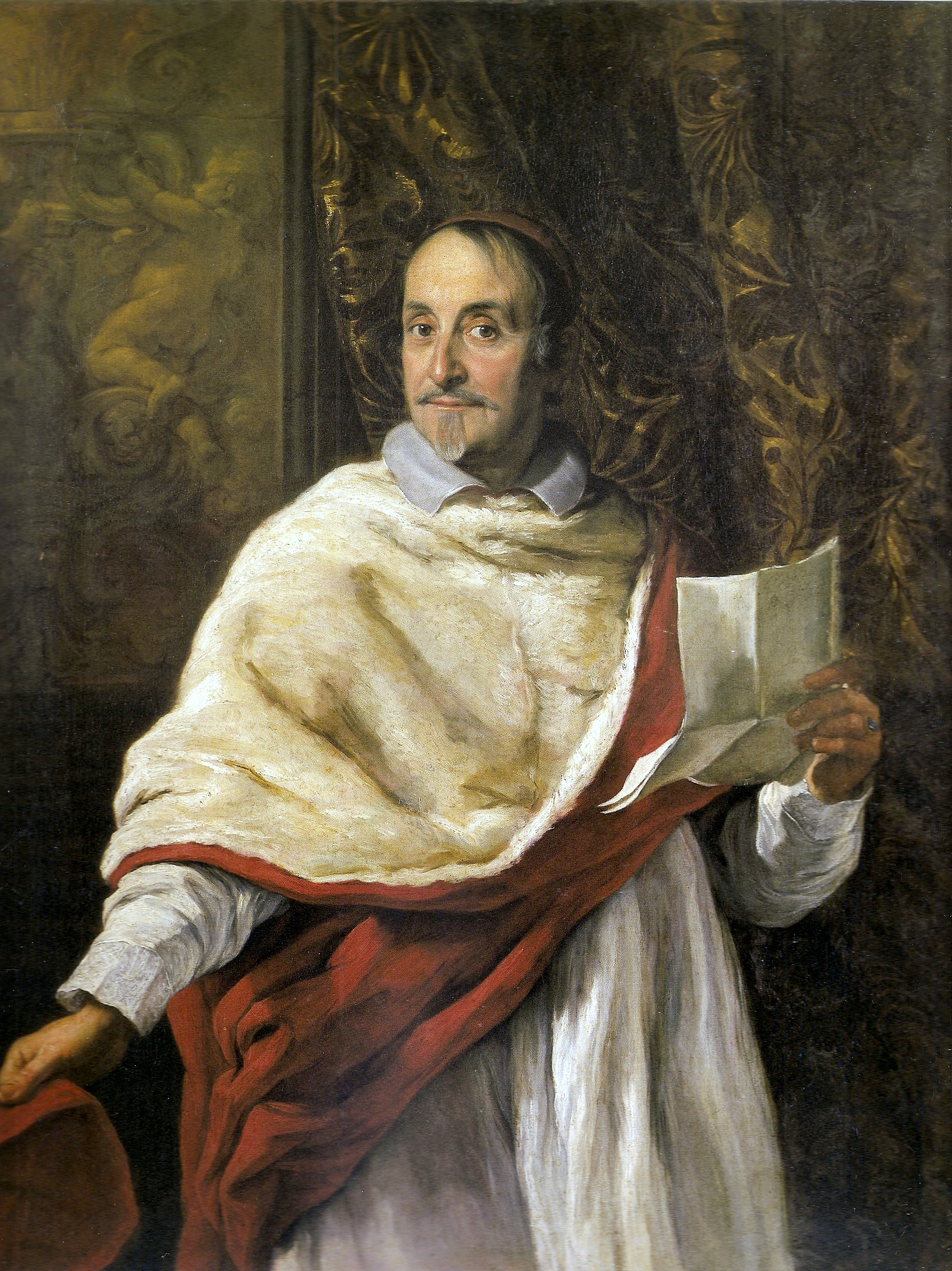
Giovanni Battista Gaulli – Porträt von Kardinal Luigi Alessandro Omodei (um 1670)
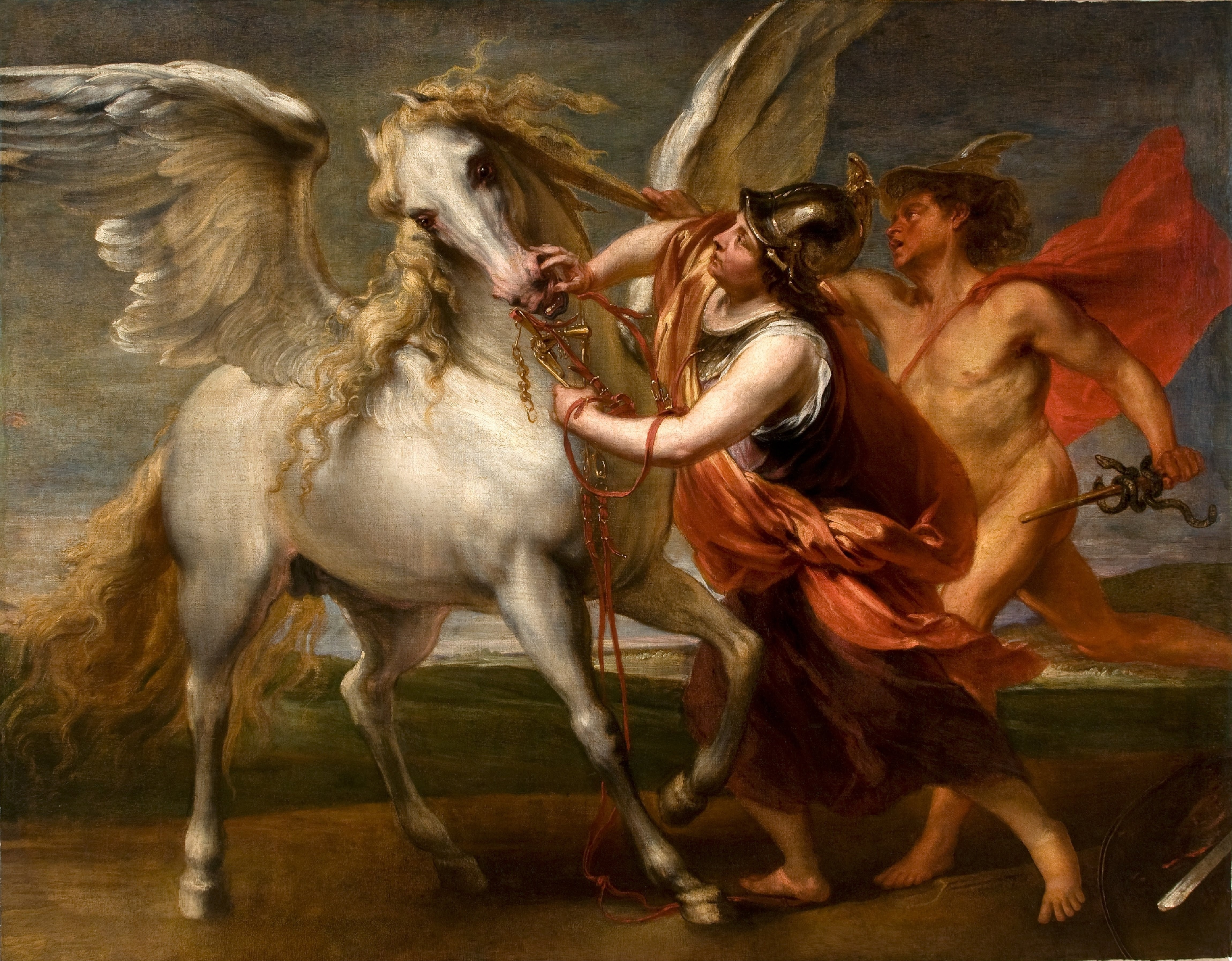
Jan Boeckhorst – Pegasus (1675–1680).
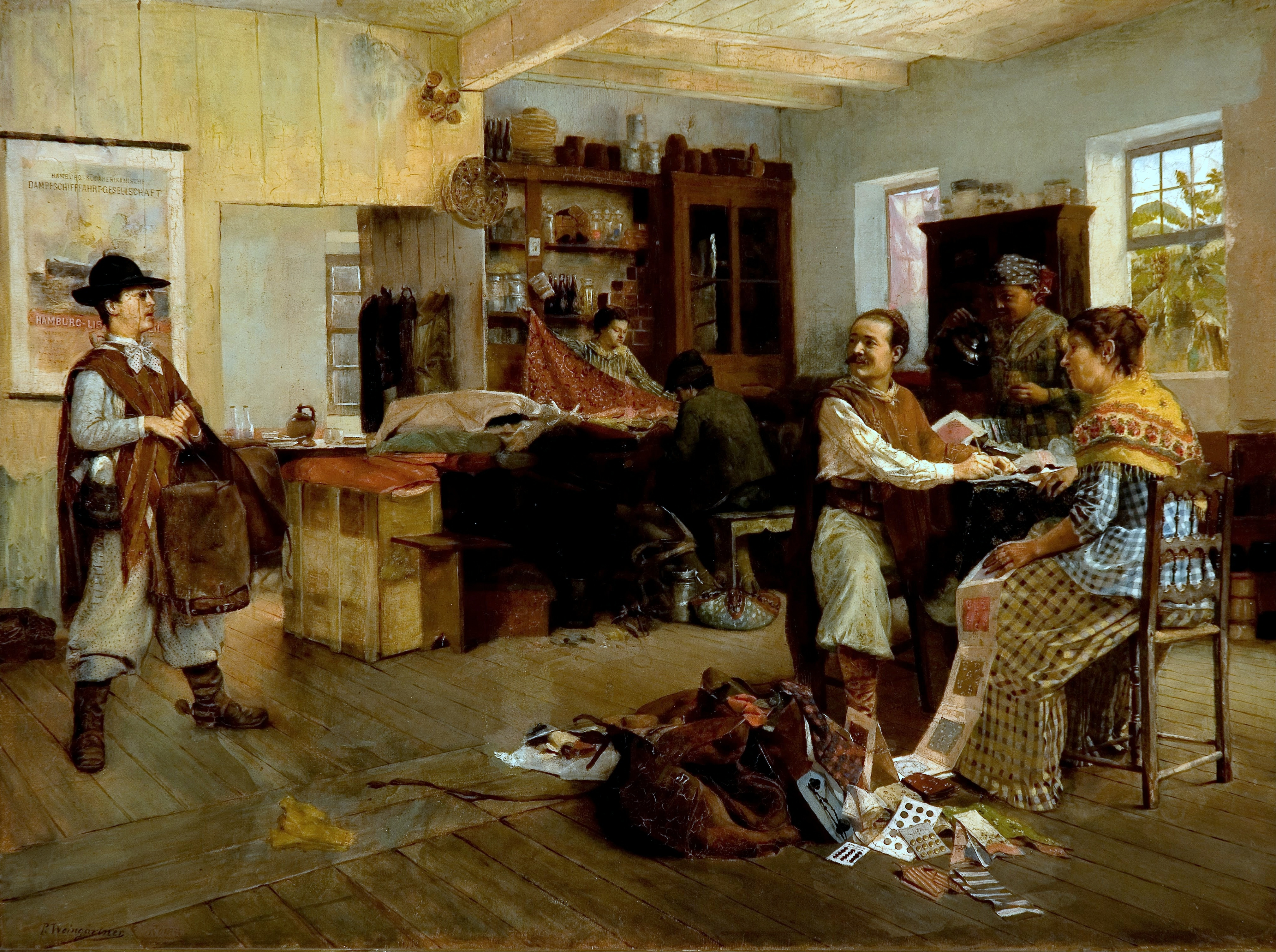
Pedro Weingärtner – Chegou tarde!
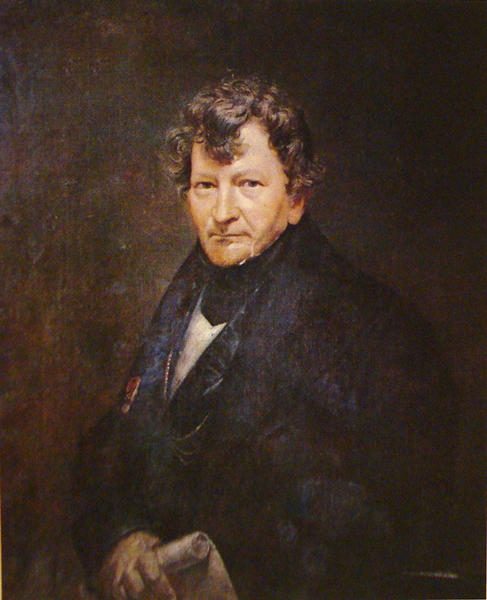
August Müller: Retrato de Grandjean de Montigny
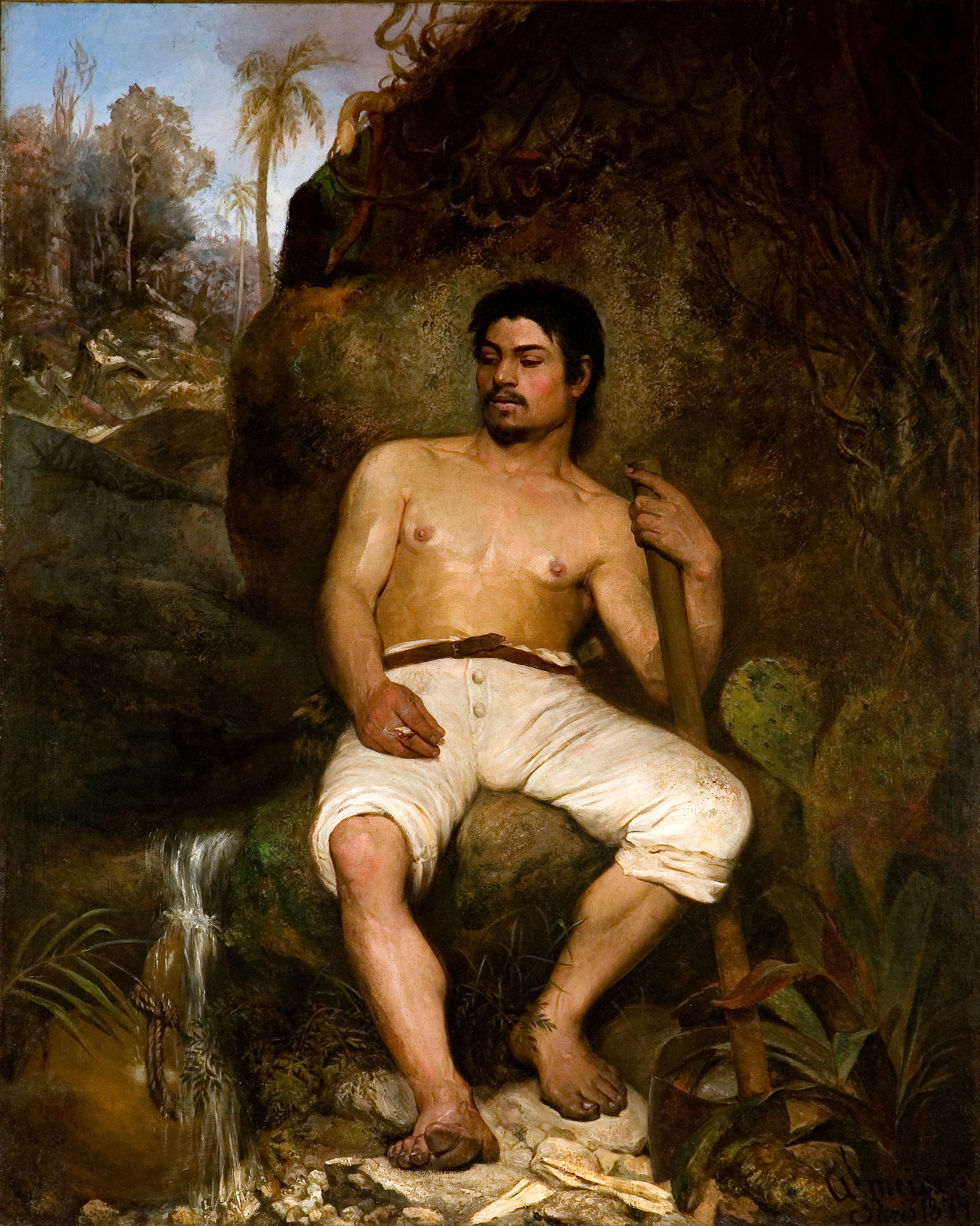
Almeida Júnior: O derrubador brasileiro, 1875
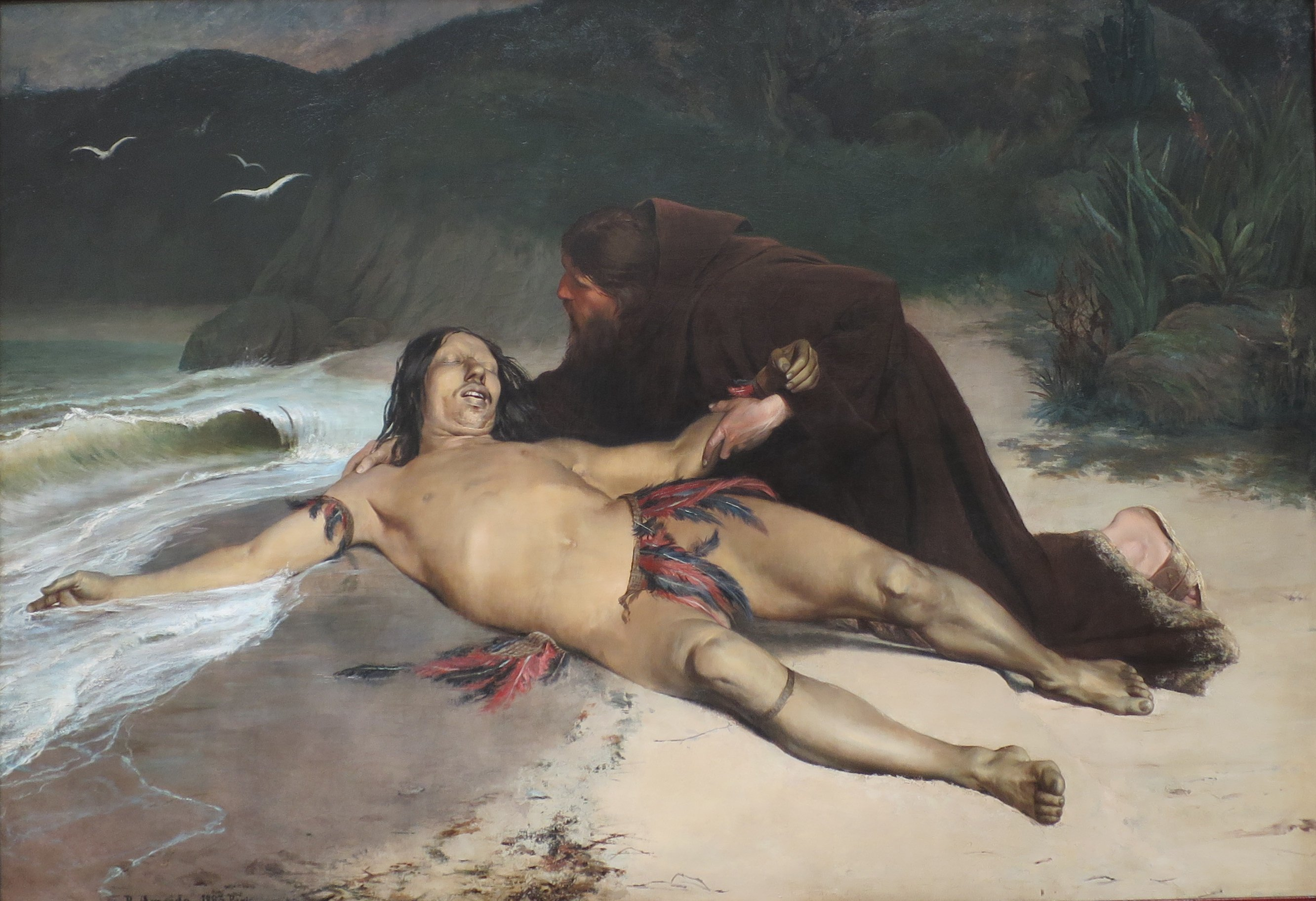
Rodolfo Amoedo: Último Tamoio, 1883
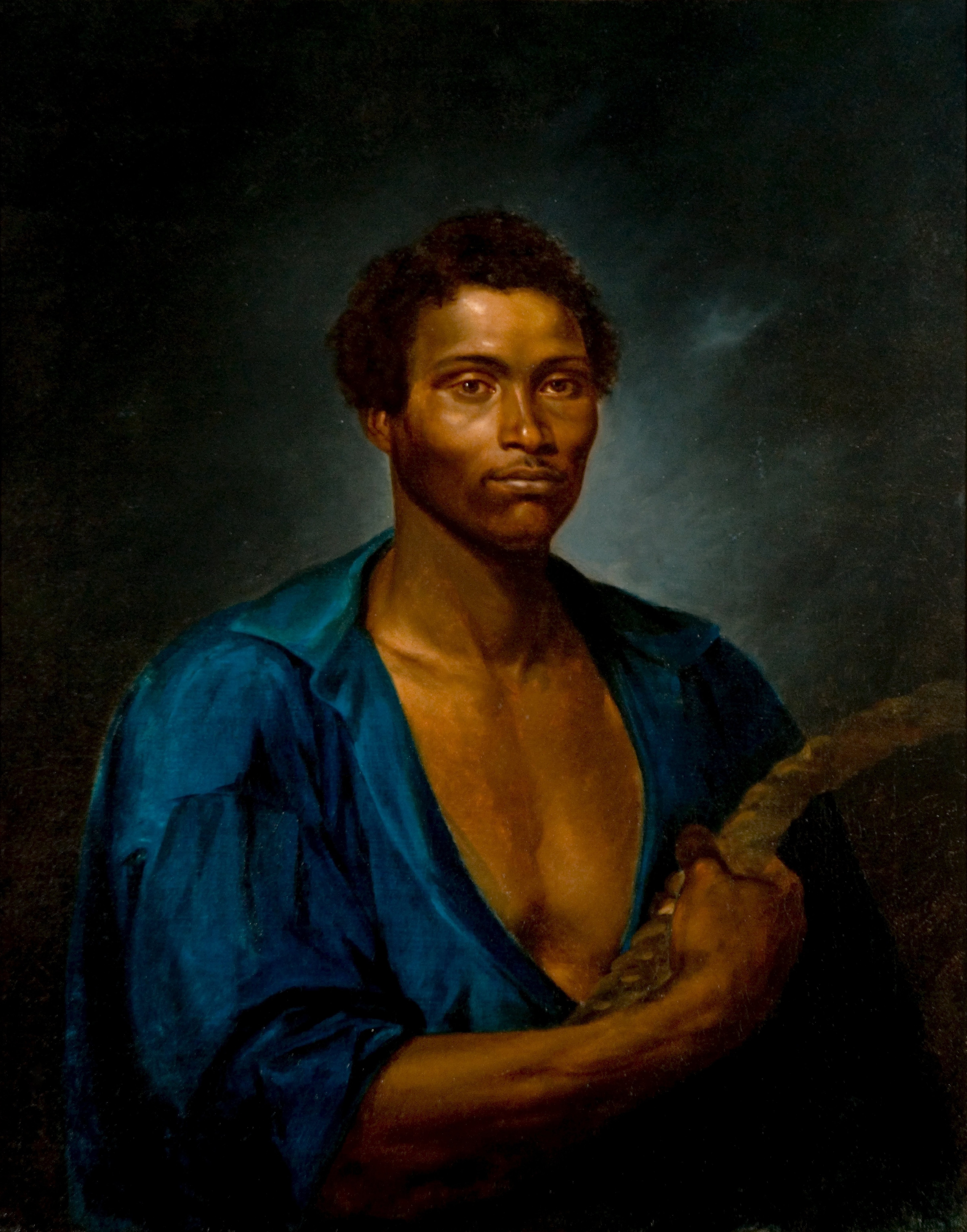
José Correia de Lima: Retrato do marinheiro Simão, o carvoeiro, 1853–57